# Chuồn chuồn
Chuồn chuồn (Odonata) là một bộ côn trùng với khoảng 4.500 loài hiện được biết tới, chia thành hai nhóm lớn: chuồn chuồn ngô (Anisoptera) và chuồn chuồn kim (Zygoptera), khác nhau chủ yếu ở tư thế của cánh khi đậu và hình dạng của ấu trùng. Chuồn chuồn là động vật không có xương sống và thuộc lớp sâu bọ của ngành chân khớp

## Đặc điểm

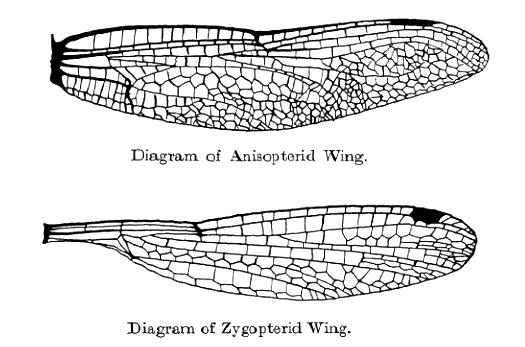
Hình dạng gân cánh

Chuồn chuồn có đầu tròn và khá lớn so với thân được bao phủ phần lớn bởi hai mắt kép lớn hai bên, các cặp chân có thể bắt mồi dễ dàng trong khi bay. Hai cánh hai bên giống nhau, dài, mỏng và gần như trong suốt, và cử động độc lập nhau. Hệ gân cánh rất dày, nhiều gân gạch ngang chằng chịt, phức tạp, cuối bờ trước của cánh thường có mắt cánh là bộ phận điều chỉnh triệt tiêu rung động cơ học, đảm bảo cho cánh vững chắc. Phần thân bụng dài. Cơ quan miệng kiểu nghiền, chân mảnh hướng về trước. Râu nhỏ, có hai đốt và một lông nhỏ dài phân đốt. Phần phụ hậu môn ở đốt bụng thứ ba, thứ tư (ở con đực), thứ hai (ở con cái); cơ quan sinh dục ở đốt bụng thứ chín; cơ quan giao cấu thứ sinh ở đốt thứ hai (ở con đực).
Loài chuồn chuồn lớn nhất thế giới hiện nay là loài chuồn chuồn kim khổng lồ Trung Mỹ, Megaloprepus coerulatus và Anax strenuus, một loài chuồn chuồn đặc hữu của quần đảo Hawaii. Trong quá khứ, đã từng có loài chuồn chuồn với sải cánh dài 60 cm, hóa thạch của nó có niên đại 285 triệu năm.
Có khoảng 4.500 loài hiện được biết đến. Ở Việt Nam, trên 500 loài. Phần lớn các loài chuồn chuồn là côn trùng có ích, là thiên địch ăn thịt nhiều loài sâu hại cây trồng và ruồi, muỗi.

## Môi trường sống
Chuồn chuồn là côn trùng biến thái một nửa. Thiếu trùng chuồn chuồn sống trong nước và có tên là con cơm nguội (còn gọi là con mày mạy), tùy vào khu vực mà nó còn nhiều tên gọi khác như chăn mày, khi trưởng thành thì sống trên cạn. Do vậy, người ta thường thấy các con chuồn chuồn trưởng thành sống gần các đầm hay ao hồ. Tuy nhiên cũng có nhiều loài sống cách xa môi trường nước.

## Sinh sản, vòng đời

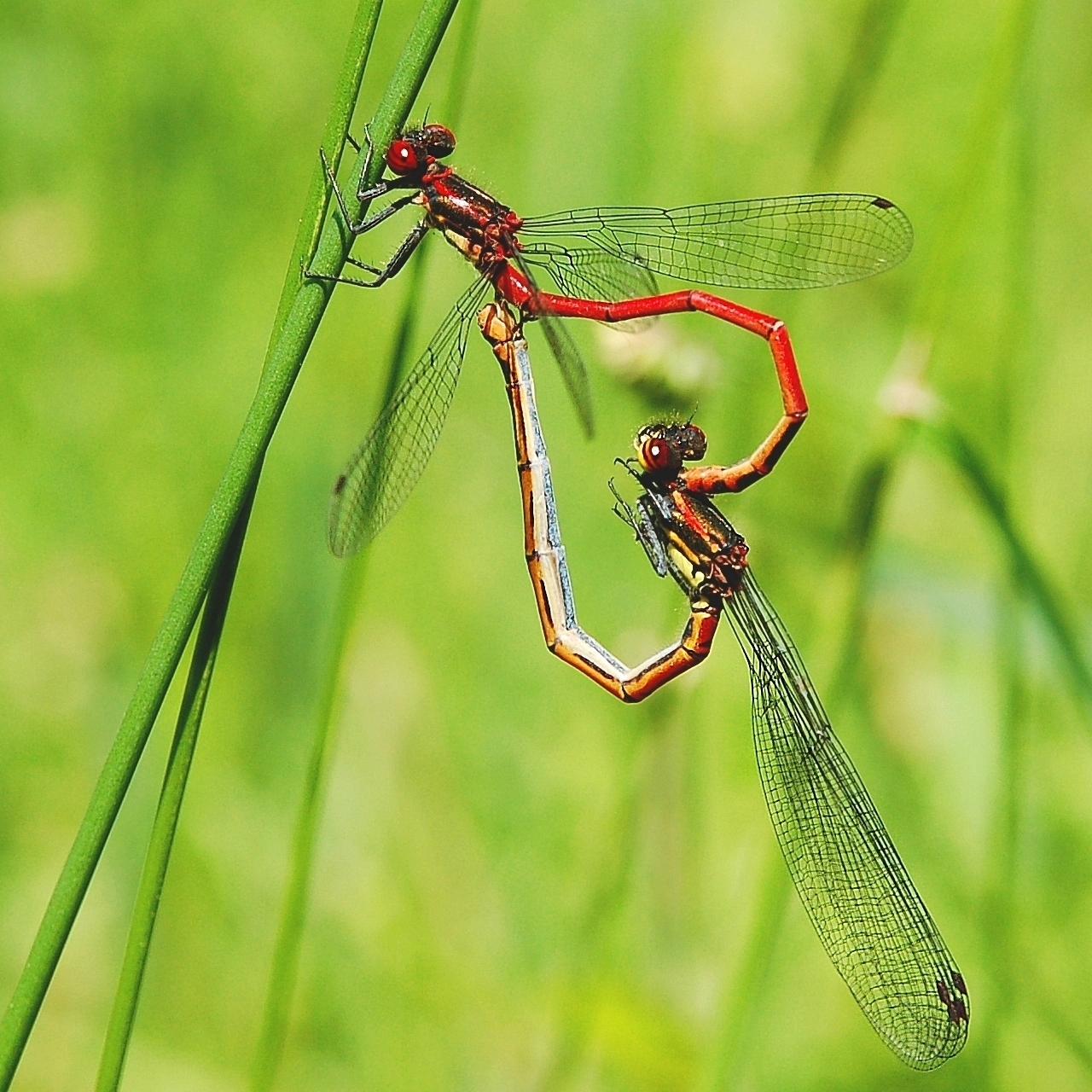
Một cặp chuồn chuồn đang giao phối ở tư thế hình trái tim truyền thống

Trứng chuồn chuồn được đẻ vào mặt nước hoặc trên cành, lá thủy sinh gần ao, hồ, và các khu vực ẩm ướt hoặc trong mô cây ở nước, và nở thành tiền ấu trùng sống bằng các chất dinh dưỡng có trong trứng. Sau đó chúng tiếp tục biến thái thành thiếu trùng với khoảng 9-14 lần lột xác (ở hầu hết các loài), và trở thành loài ăn thịt tham lam đối với các loài sinh vật sống trong nước, kể cả những loài cá con. Hô hấp bằng mang. Thiếu trùng tiếp tục biến thái và lột xác, thường vào những lúc chập choạng hoàng hôn, và tiếp tục phát triển thành loài biết bay, tuy nhiên màu sắc vẫn chưa hình thành. Những côn trùng này sau đó biến thành các con trưởng thành có khả năng sinh sản. Con đực có một cơ quan nằm gần phía sau của ngực, bên trong có chứa túi tinh; chúng giao cấu bằng cách dùng các móc nằm ở phía đuôi của thân bụng con đực để giữ con cái ở phía sau đầu; con cái uốn cong thân bụng về phía trước để đón cơ quan giao cấu của con đực và nhận tinh. Còn nếu chưa tìm ra được chỗ phù hợp, chúng sẽ dùng cách khác để đẻ trứng và giao phối.

## Phân loại
Odonatoptera
- Bộ Chuồn chuồn Odonata
  - Phân bộ Chuồn chuồn Epiprocta
    - Phân thứ bộ Chuồn chuồn ngô Anisoptera
    - Phân thứ bộ Epiophlebioptera

  - Phân bộ Chuồn chuồn kim Zygoptera
    -       - Liên họ Calopterygoidea
        - Họ Chuồn chuồn kim cánh rộng Calopterygidae
        - Họ Chlorocyphidae
        - Họ Diphlebiidae
        - Họ Euphaeidae
        - Họ Polythoridae
        - Họ Thaumatoneuridae

      - Liên họ Coenagrionoidea
      - Liên họ Hemiphlebioidea
      - Liên họ Lestoidea
      - Liên họ †Lestinoidea

  - Phân bộ †Aeshnoptera
  - Phân bộ †Epiproctophora
  - Phân bộ †Isophlebioptera
  - Phân bộ †Trigonoptera

### Lịch sử
Chuồn chuồn đã từng được xếp cùng với các loài phù du (Ephemeroptera) và một số bộ khác vào lớp Côn trùng cánh cổ (Palaeoptera), tuy nhiên cách sắp xếp này có vẻ như cận ngành. Đặc tính mà chuồn chuồn chia sẻ với phù du là bản chất cử động và điều khiển của bộ cánh (xem chi tiết tại bay (côn trùng)).
Cũng có một thời kỳ người ta xếp Anisoptera thành một bộ phụ (phân bộ) bên cạnh một bộ phụ thứ ba, Anisozygoptera (chuồn chuồn cổ). Tuy nhiên, Anisoptera hiện được hạ cấp xuống thành một cận bộ thuộc bộ phụ Epiprocta sau khi người ta phát hiện ra rằng Anisozygoptera thực chất là một nhóm cận ngành bao gồm hầu hết các nhánh đã tuyệt chủng tại nhiều thời điểm trong quá trình tiến hóa của Anisoptera (Lohmann 1996, Rehn 2003).
Chuồn chuồn hiện chia thành hai nhóm lớn: 

### Chuồn chuồn ngô (Anisoptera)
Các loài này đặc trưng bởi cánh trong suốt, không cuống và không đồng đều (cặp cánh trước hẹp hơn cặp cánh sau), mắt kép lớn sát nhau, thân bụng dài, bay nhanh, ấu trùng thường tròn, không mang (hệ ống khí thẳng).
Chuồn chuồn ngô được chia thành các họ sau dựa trên hệ thống gân cánh phức:
- Họ Gomphidae
  - Gomphus
  - Onychogomphus
  - Lindenia
  - Paragomphus
- Họ Cordulegastridae
  - Cordulegaster
- Họ Aeshnidae
  - Aeshna
  - Anax
  - Brachytron
  - Boyeria
  - Caliaeschna
  - Hemianax
  - vân vân.
- Họ Corduliidae
  - Cordulia
  - Epitheca
  - Somatochlora
- Họ Macromiidae
  - Macromia
- Họ Libellulidae
  - Crocothemis
  - Leucorrhinia
  - Libellula

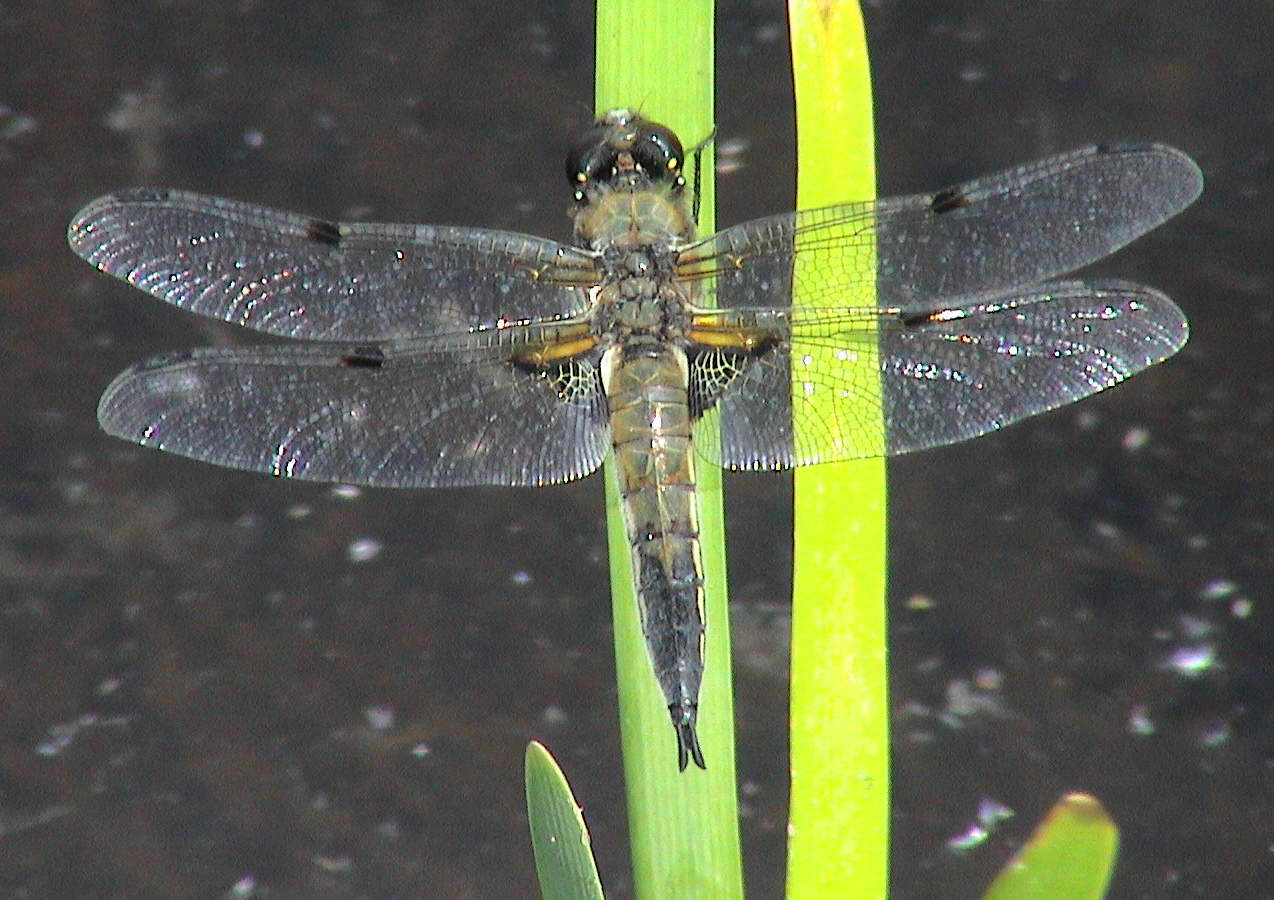
Libellula quadrimaculata
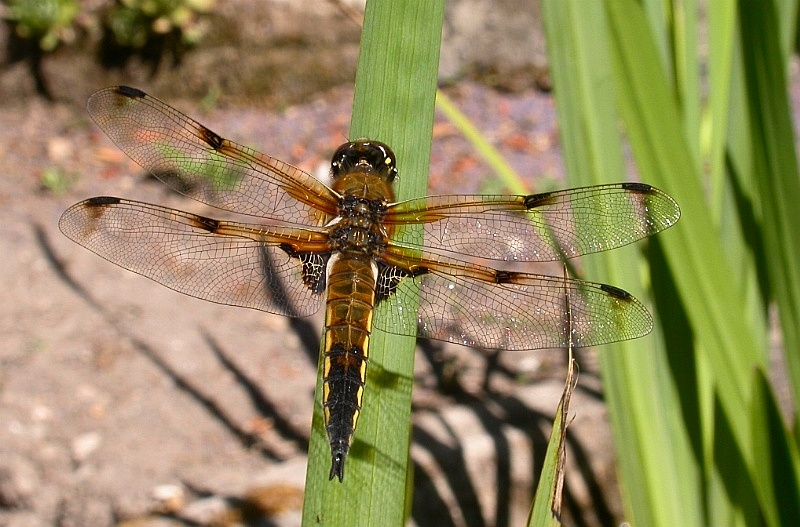
Libellula quadrimaculata

- Orthetrum

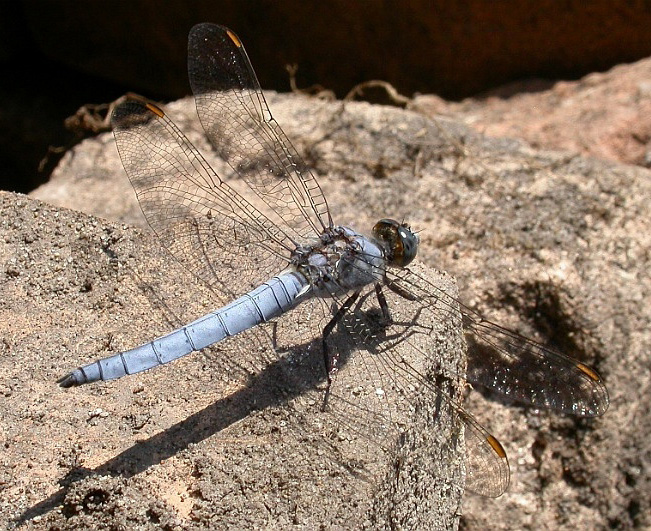
Orthetrum brunneum
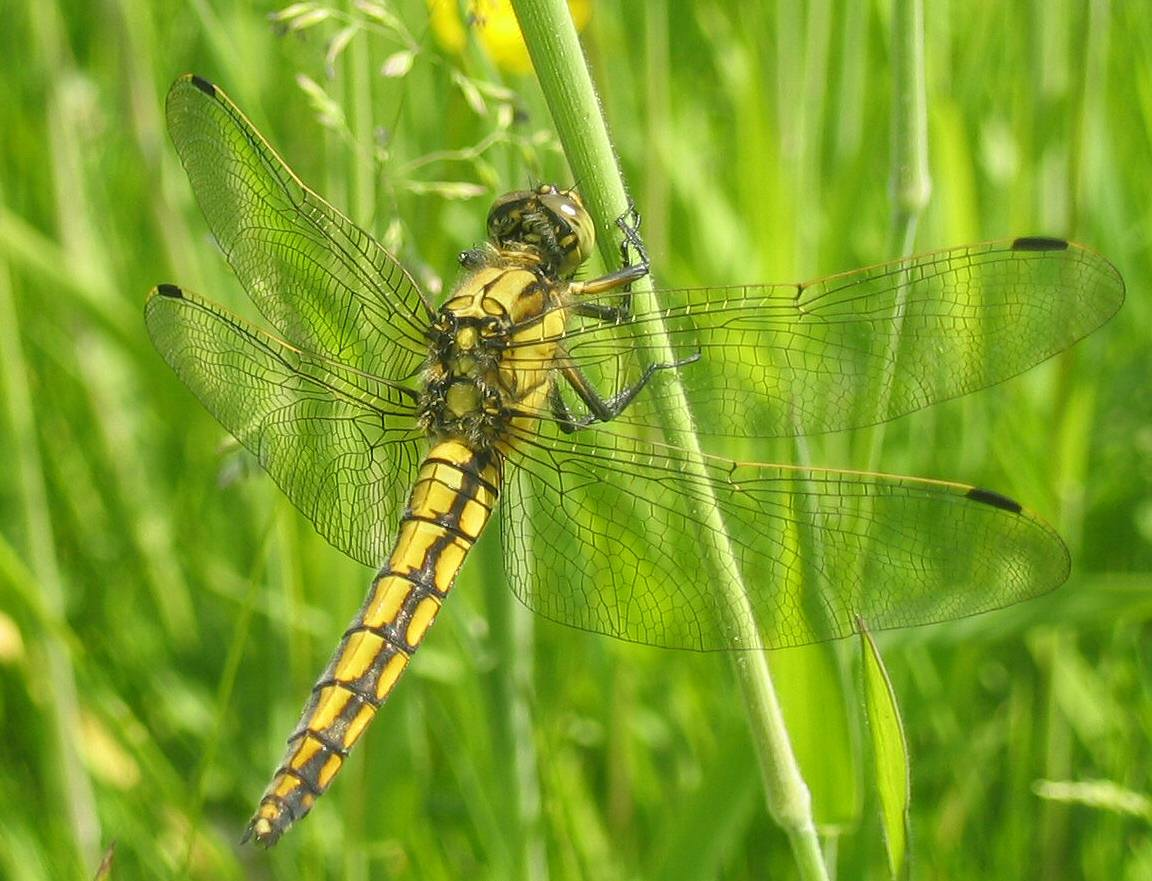
Orthetrum cancellatum con cái
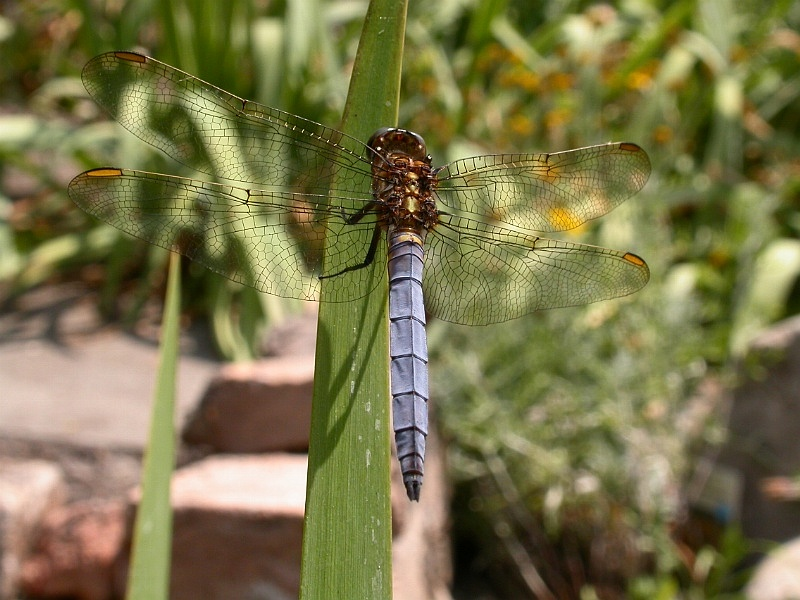
Orthetrum coerulescens con đực

- Platetrum

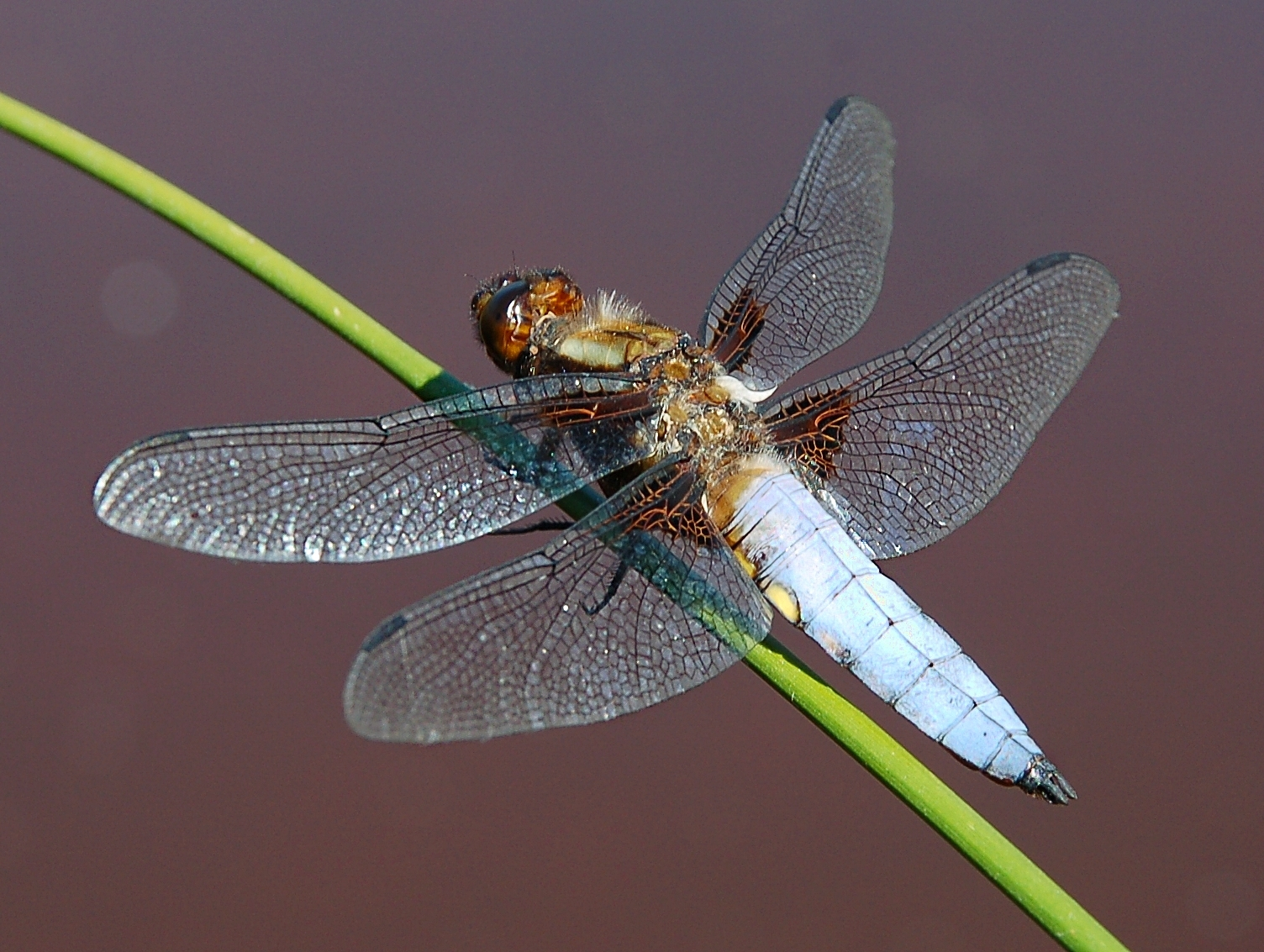
Platetrum depressum (con đực)
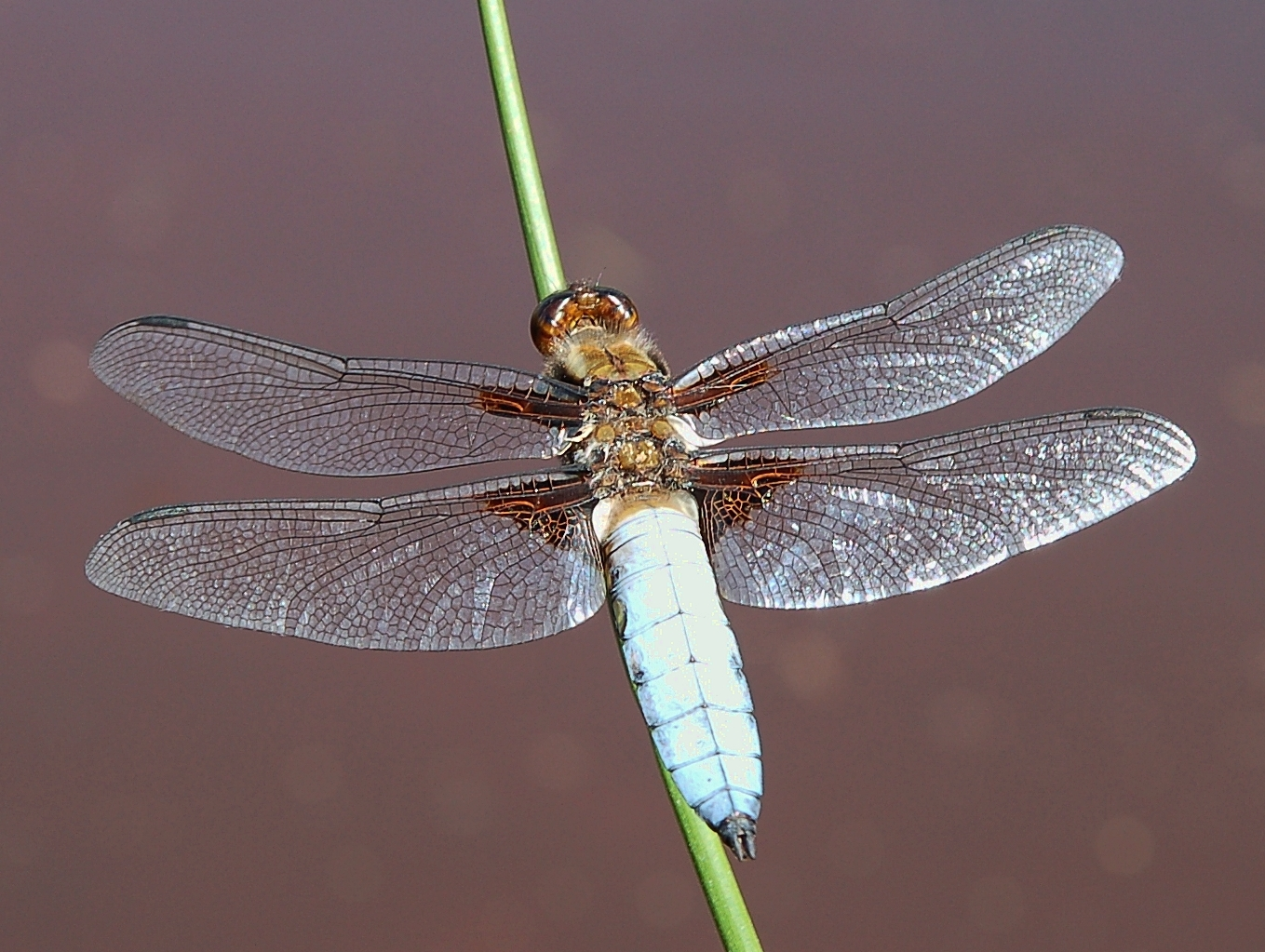
Platetrum depressum (con đực)
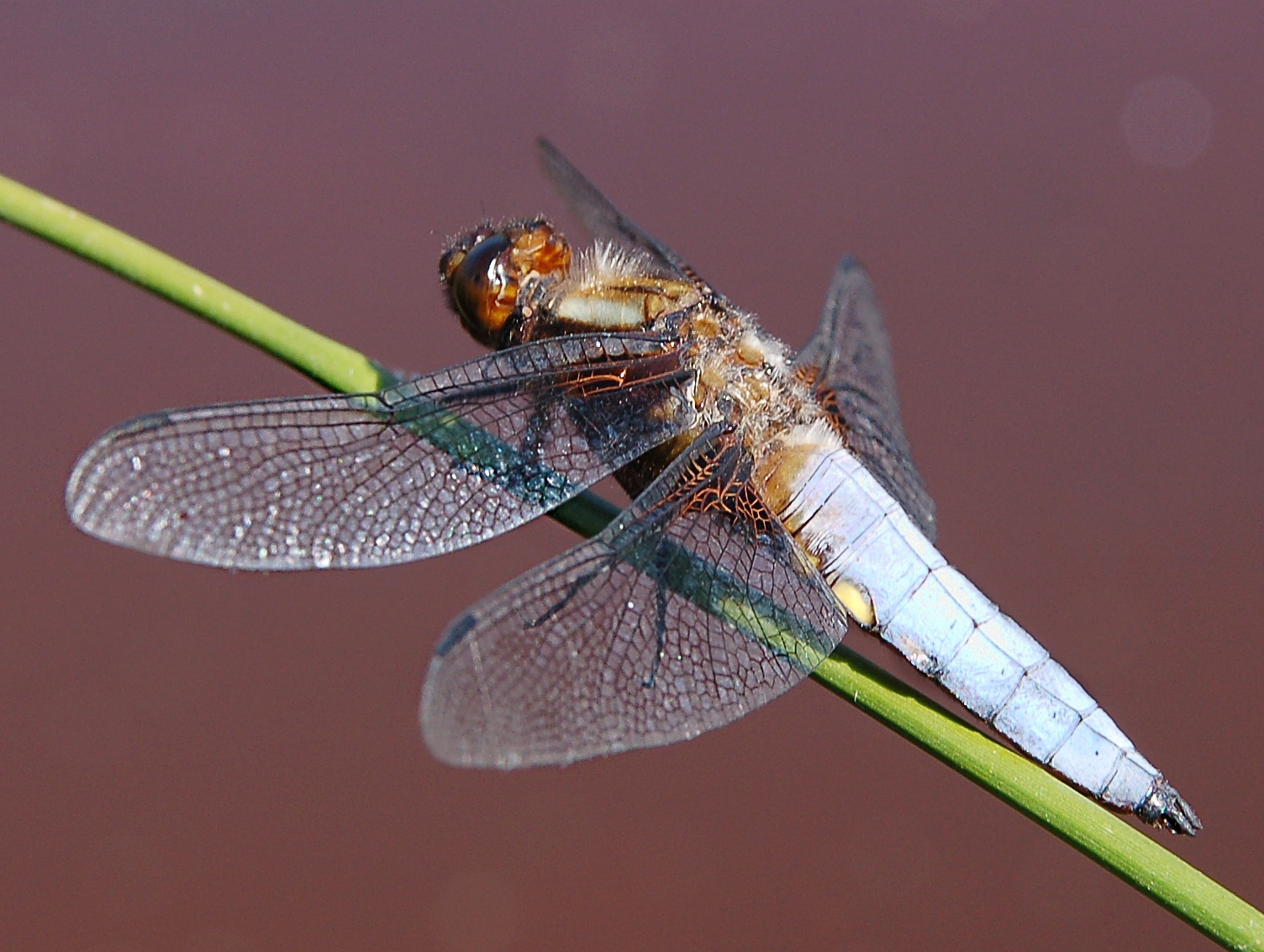
Platetrum depressum (con đực)

- Sympetrum
- Tarnetrum
- Trithemis

### Chuồn chuồn kim (Zygoptera)

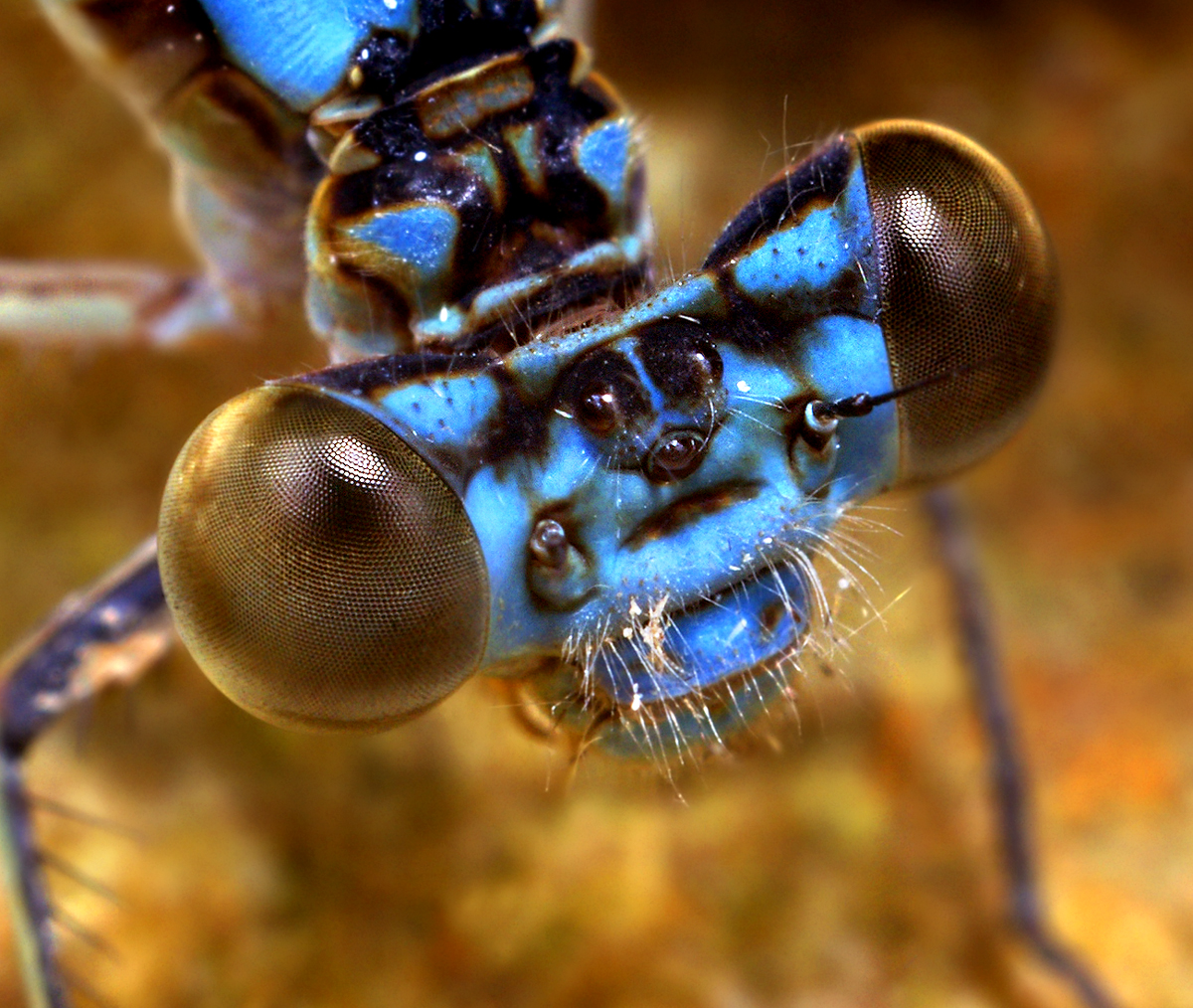
Mắt chuồn chuồn kim cách xa nhau

Chuồn chuồn kim thường có thân hình nhỏ hơn (giống cây kim nên có tên gọi này), với cặp cánh trước và cặp cánh sau giống nhau, đầu to kém dài, cặp mắt cách xa nhau. Bay kém nhanh so với chuồn chuồn ngô và khi đậu, các cặp cánh nối nhau và dựng thẳng góc so với thân (ngoại trừ các loài thuộc chi Lestes có cánh xòe ra).
- Họ Platycnemididae
  - Platycnemis
- Họ Coenagrionidae
  - Ceriagrion, tiêu biểu như Ceriagrion tenellum
  - Coenagrion

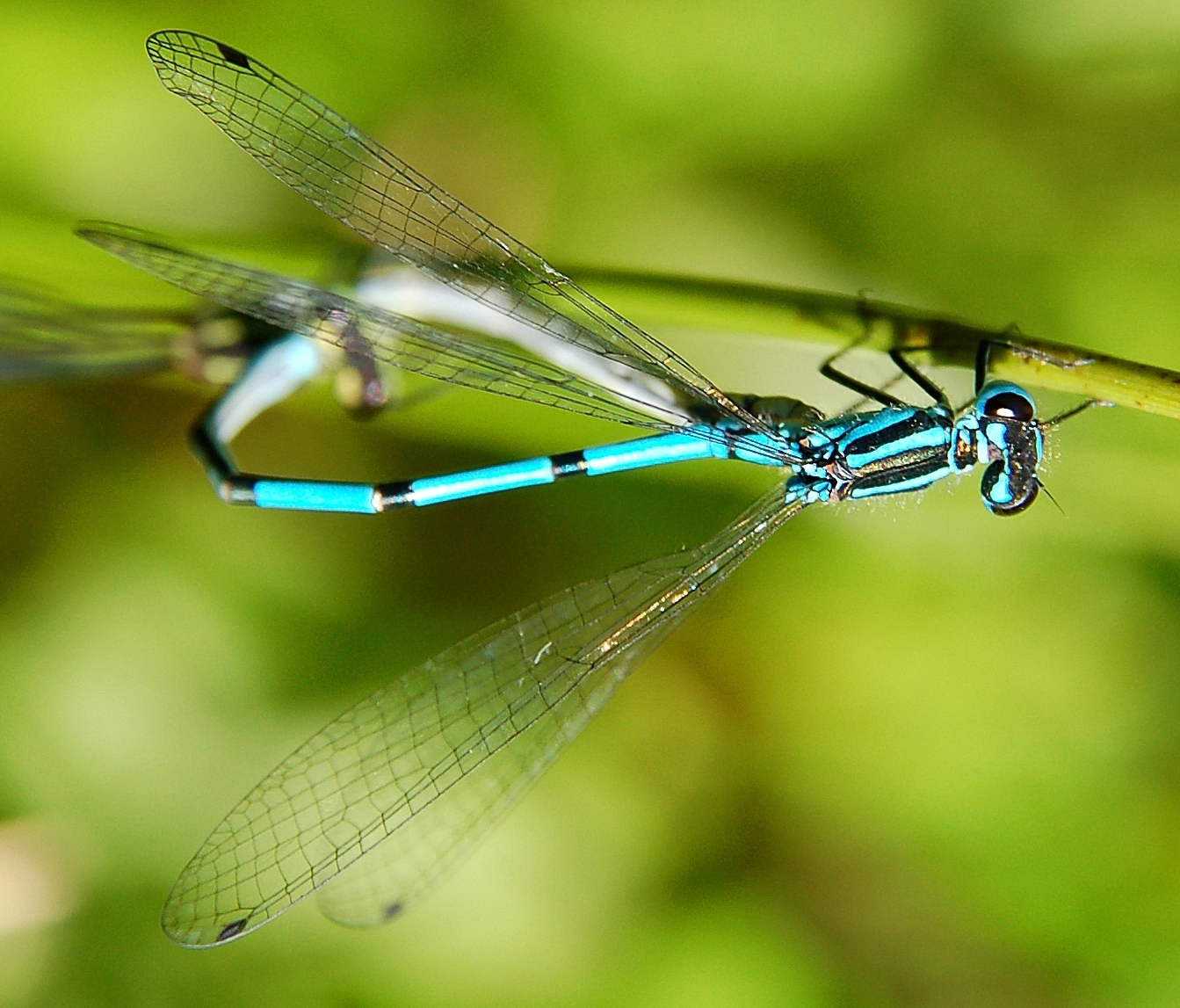
Coenagrion puella
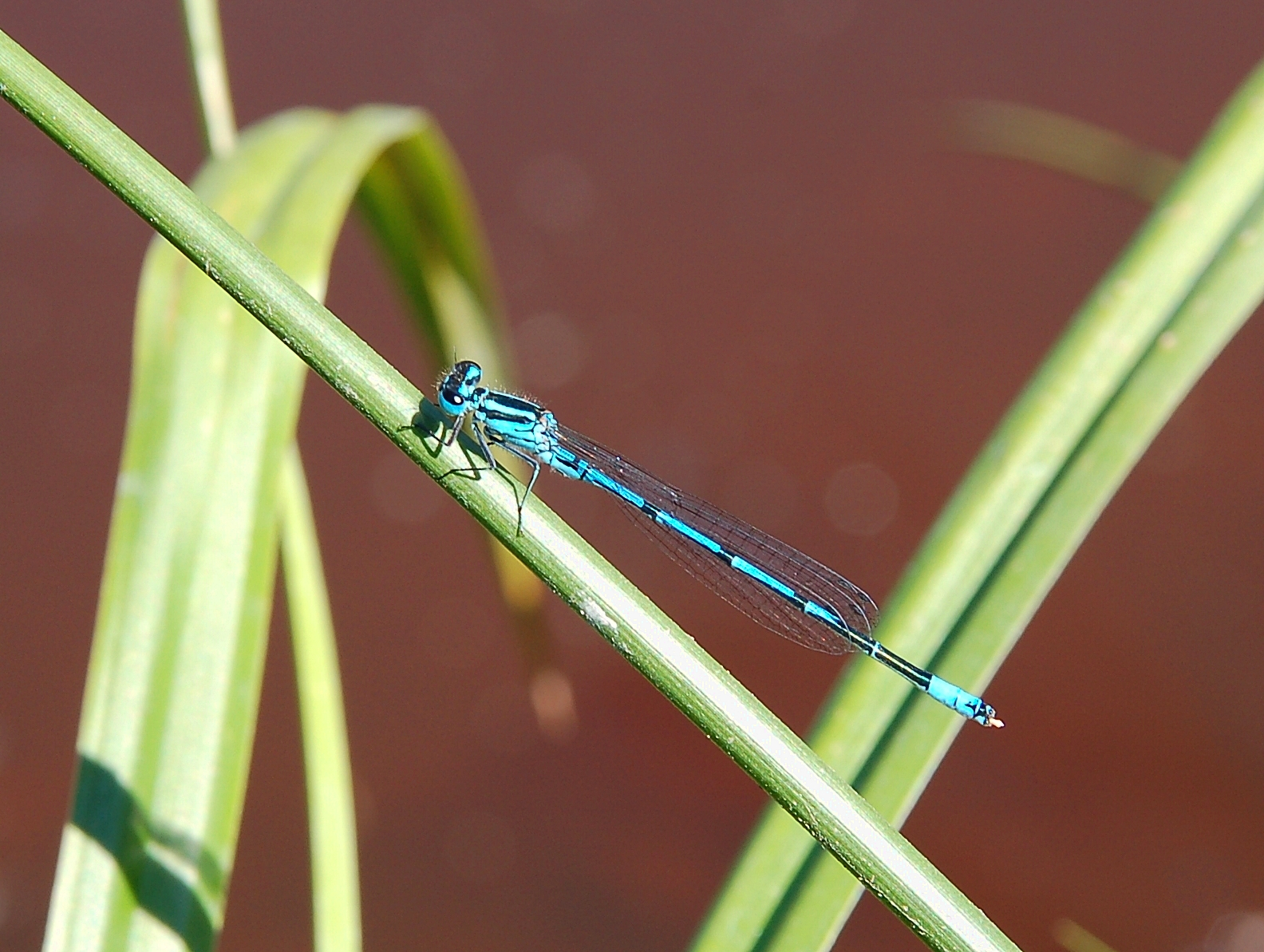
Coenagrion puella

- Enallagma
- Erythromma
- Ischnura
- Nehalennia
- Pyrrhosoma

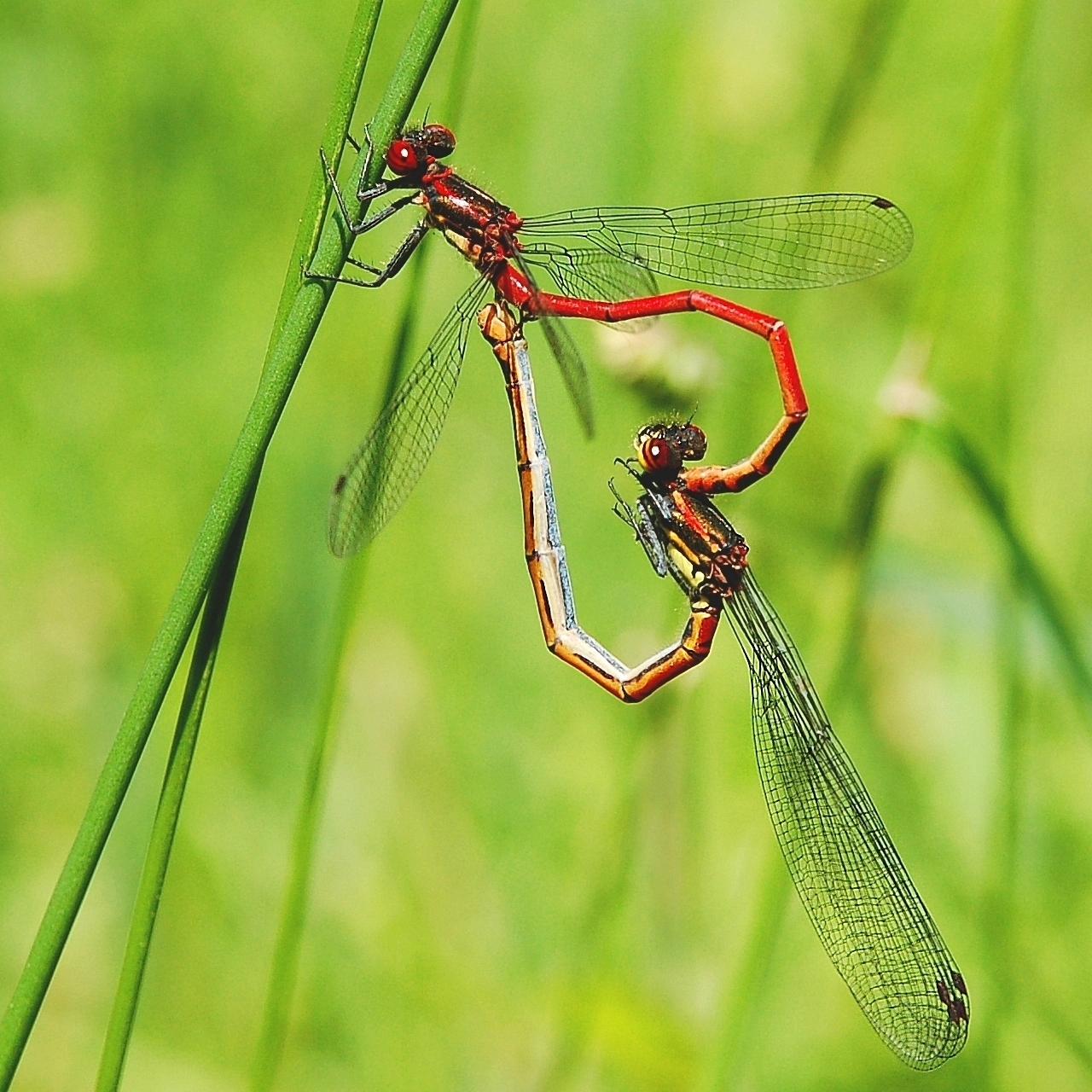
Pyrrhososma nymphula (giao phối)

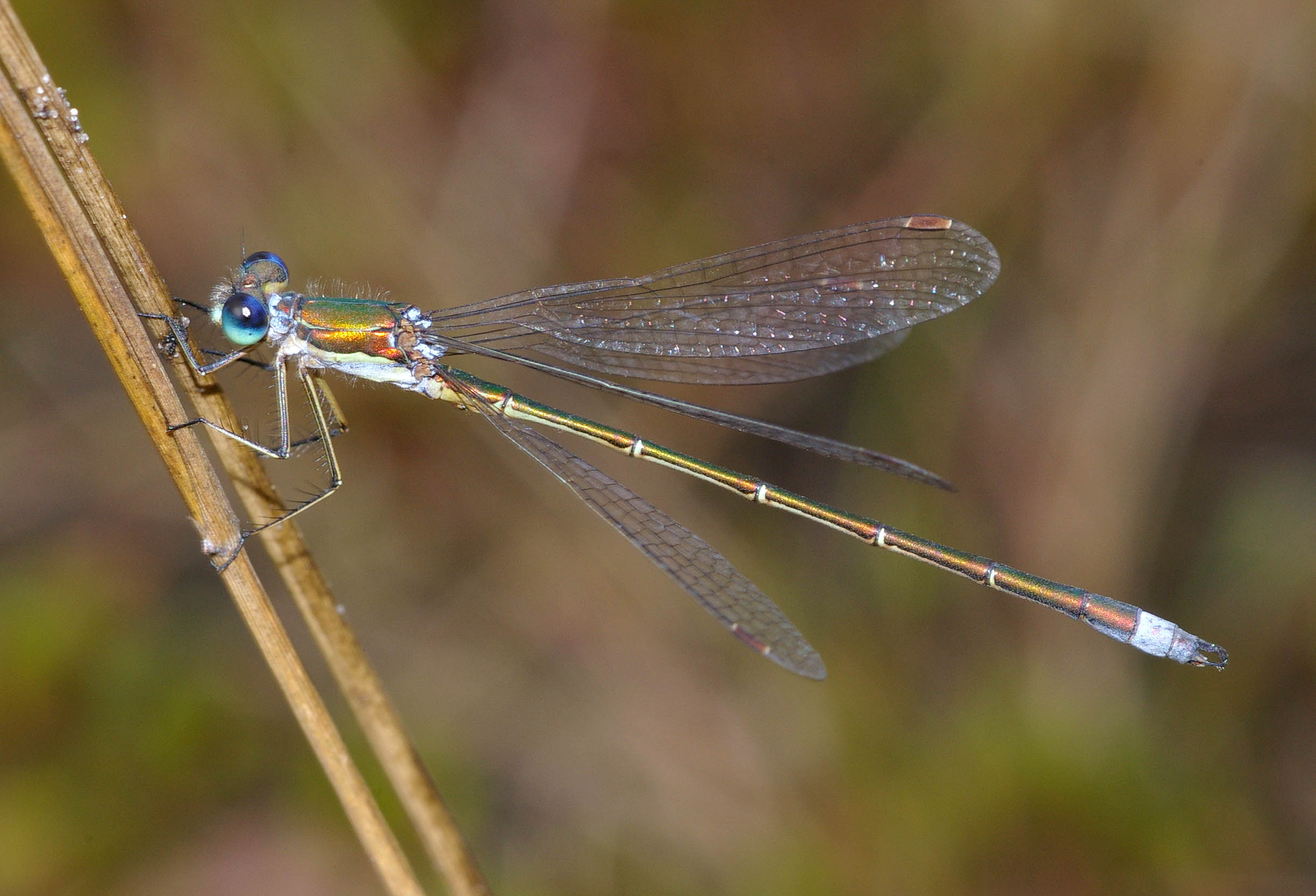

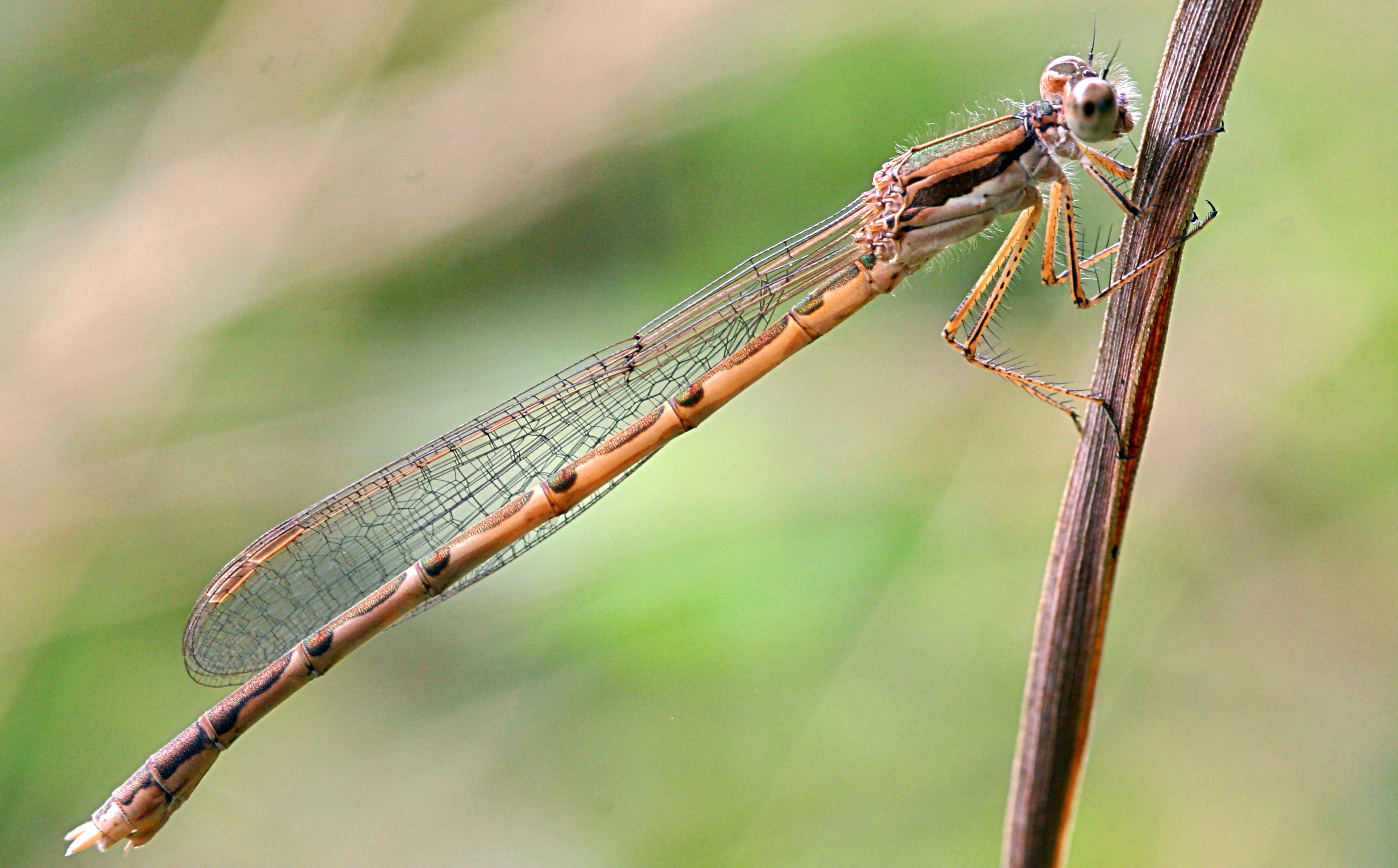

- Họ Lestidae
  - Lestes

- - Sympecma

- Họ Calopterygidae
  - Calopteryx

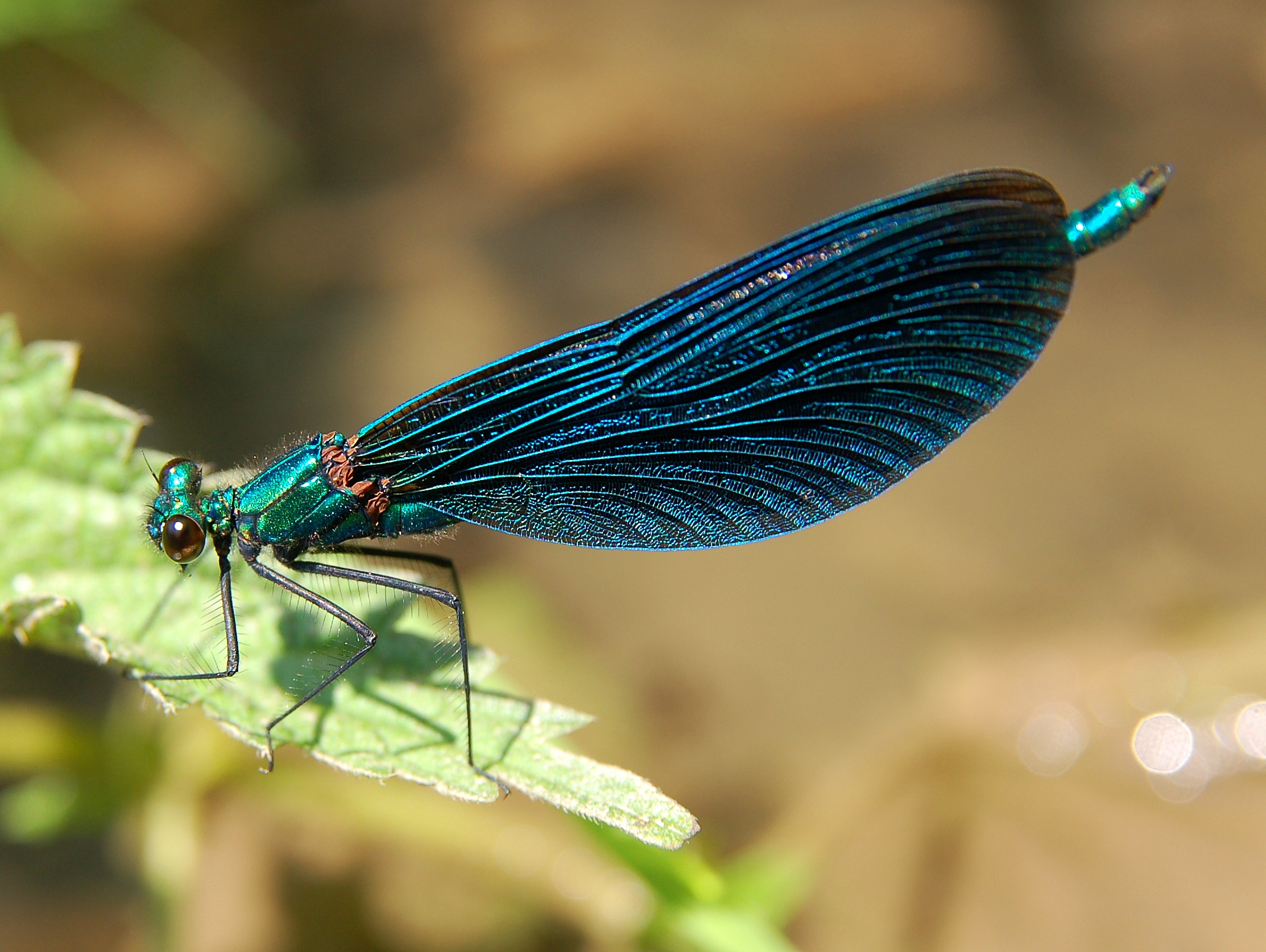
Calopteryx virgo (đực)
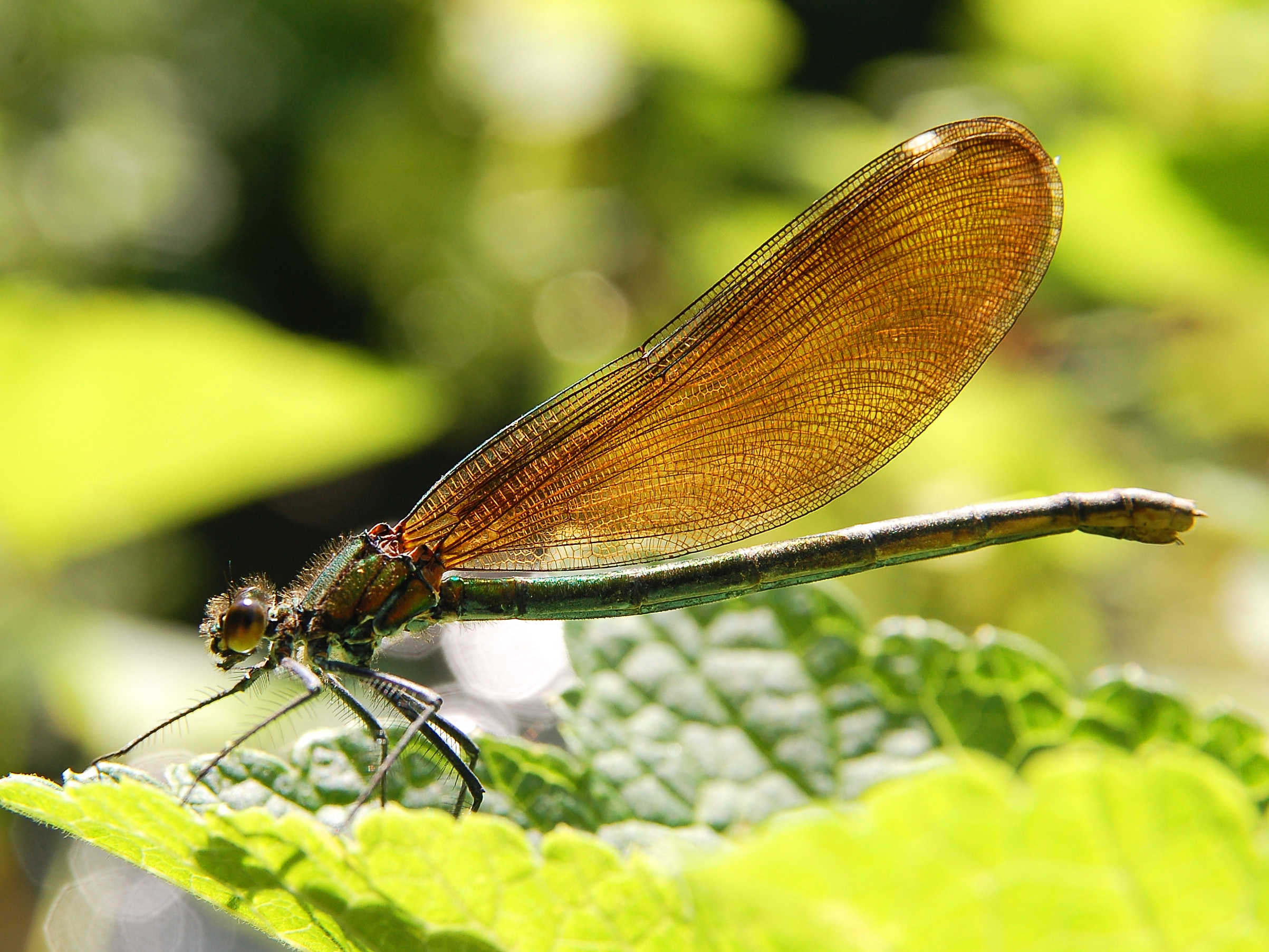
Calopteryx virgo (cái)
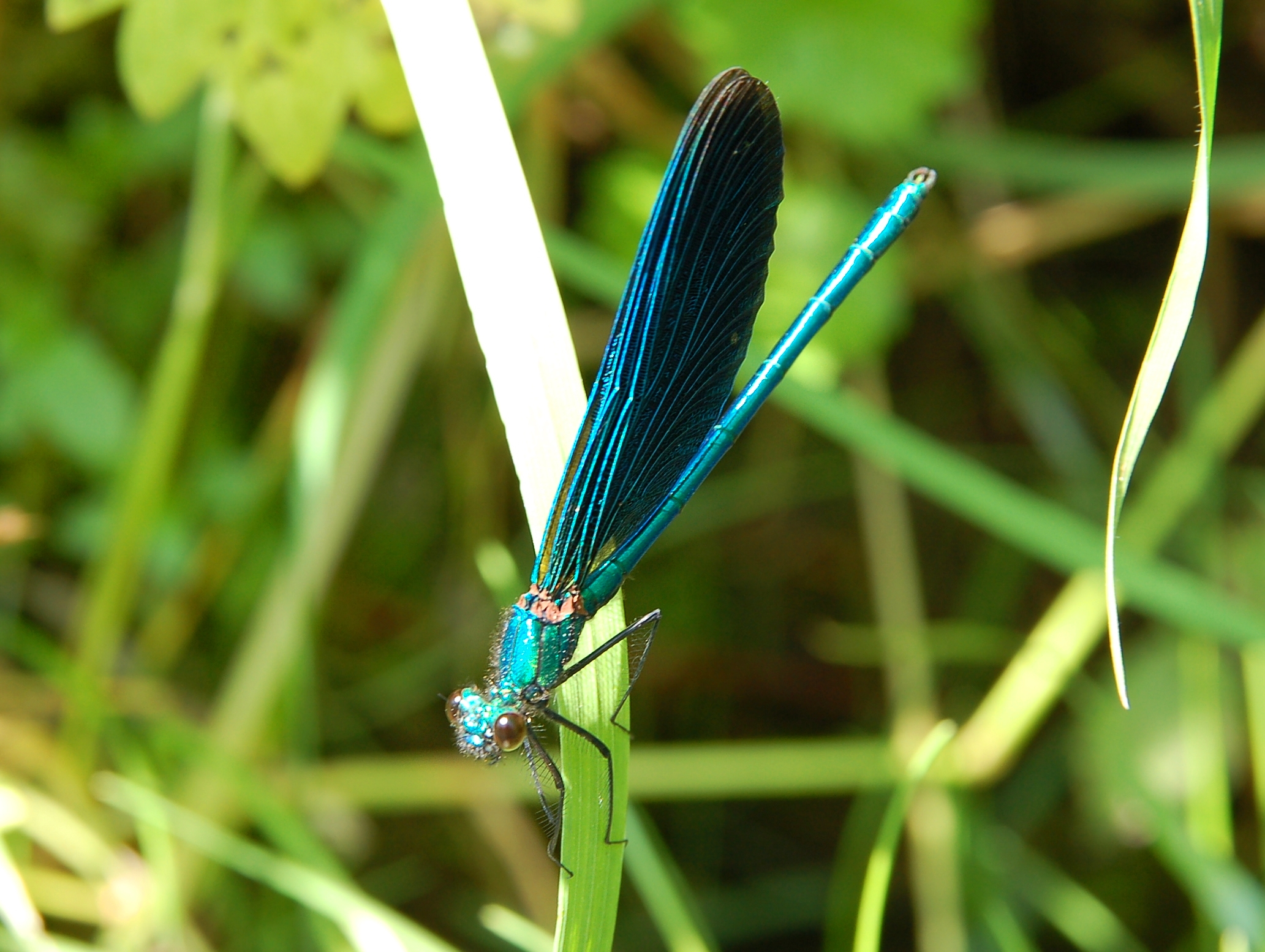
Calopteryx virgo (đực)

## Văn hóa dân gian
Tục ngữ Việt Nam có câu:
- Tháng bảy heo may, chuồn chuồn bay thì bão.

hay
- Chuồn chuồn bay thấp trời mưa,

Bay cao trời nắng, bay vừa trời râm.
Đồng dao Việt Nam cũng có câu:
- Chuồn chuồn cắn rốn, bốn ngày biết bơi, với "niềm tin" rằng nếu ai đó bắt buồn chuồn cho cắn rốn thì có thể biết bơi.

Bắt chuồn chuồn là một thú vui của trẻ em ở khu vực nông thôn Việt Nam vào những ngày hè, với các câu đồng dao như:
- Chuồn chuồn có cánh thì bay, Có thằng cu Tí thò tay bắt chuồn.
- Chuồn chuồn có cánh thì bay, Có thằng kẻ trộm bắt mày đi tu...

Tại Trung Quốc từ thời nhà Thương, có một loại đồ chơi mang tên chuồn chuồn tre. Người ta lấy mảnh tre vót mỏng như cánh quạt máy bay trực thăng, ở giữa khoan một cái lỗ, cắm trục tre, khi chơi dùng hai bàn tay kẹp trục xoay mạnh, chuồn chuồn tre sẽ bay lên trên không.
Tại Việt Nam người ta cũng làm ra những con chuồn chuồn đồ chơi từ lá cây, kim loại..., và thường được bày bán ở vỉa hè hay trong các cửa hàng lưu niệm.

## Hình ảnh

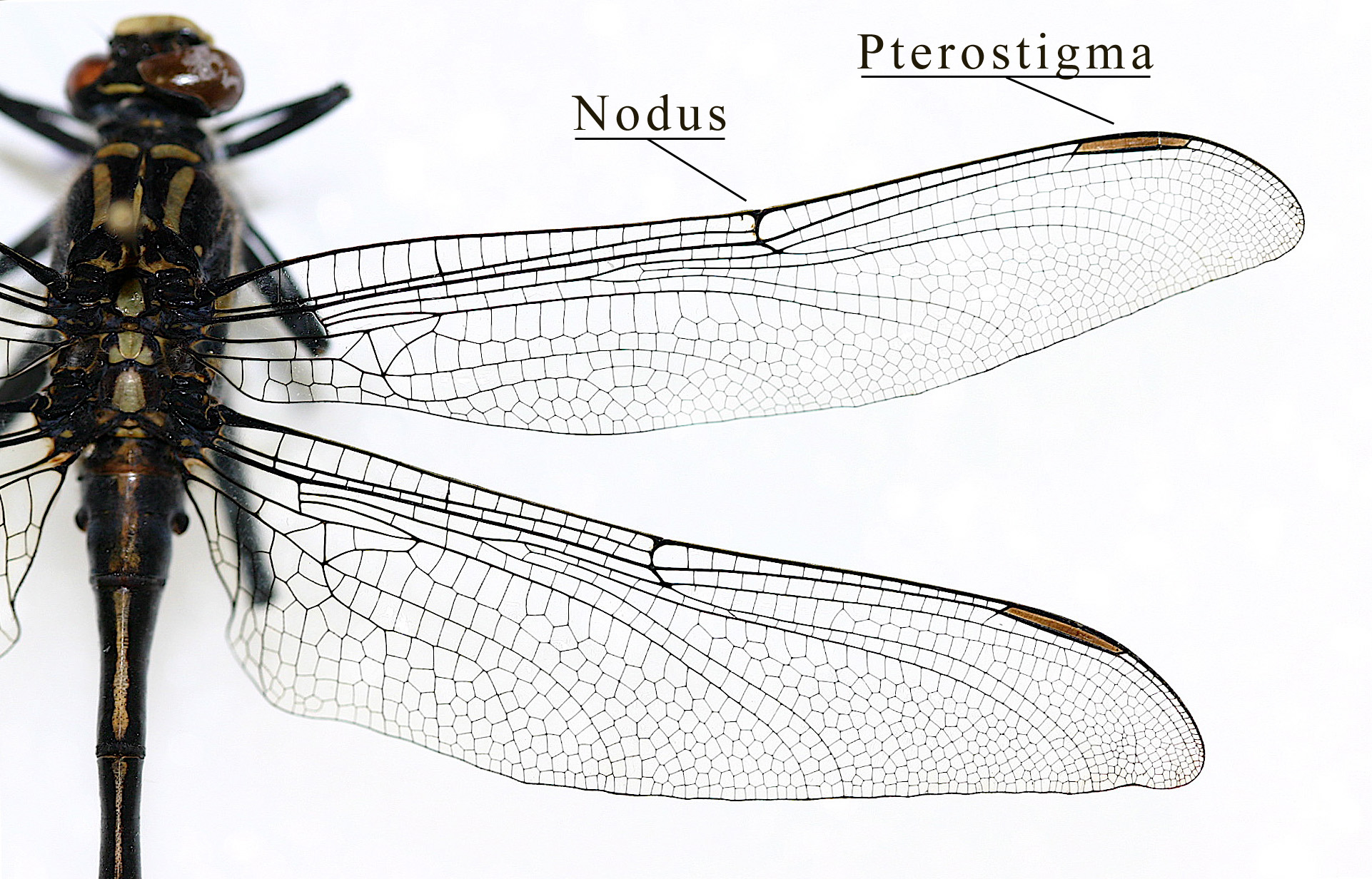
Cấu trúc gân cánh
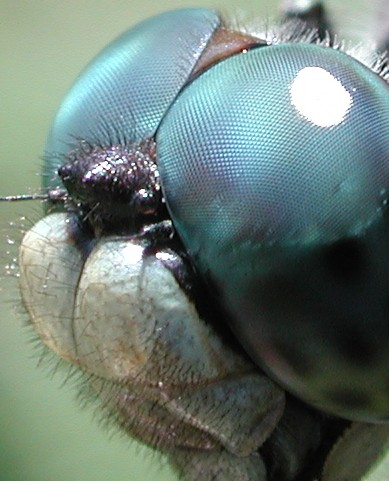
Cặp mắt kép nhìn cận cảnh
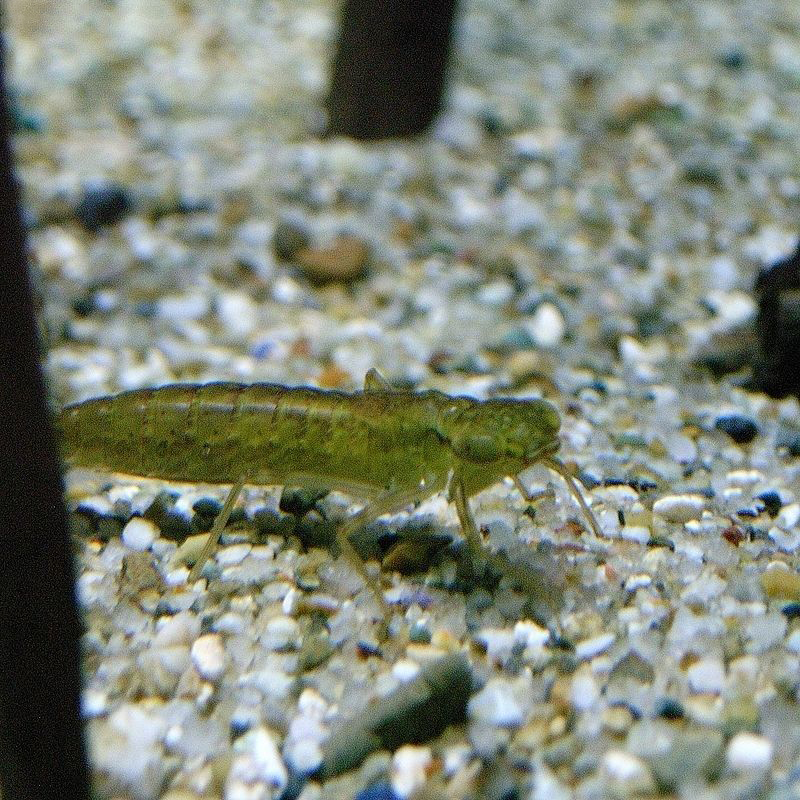
Ấu trùng chuồn chuồn sống trong nước
- Quá trình lớn lên của ấu trùng gần trưởng thành của loài Aeshna cyanea
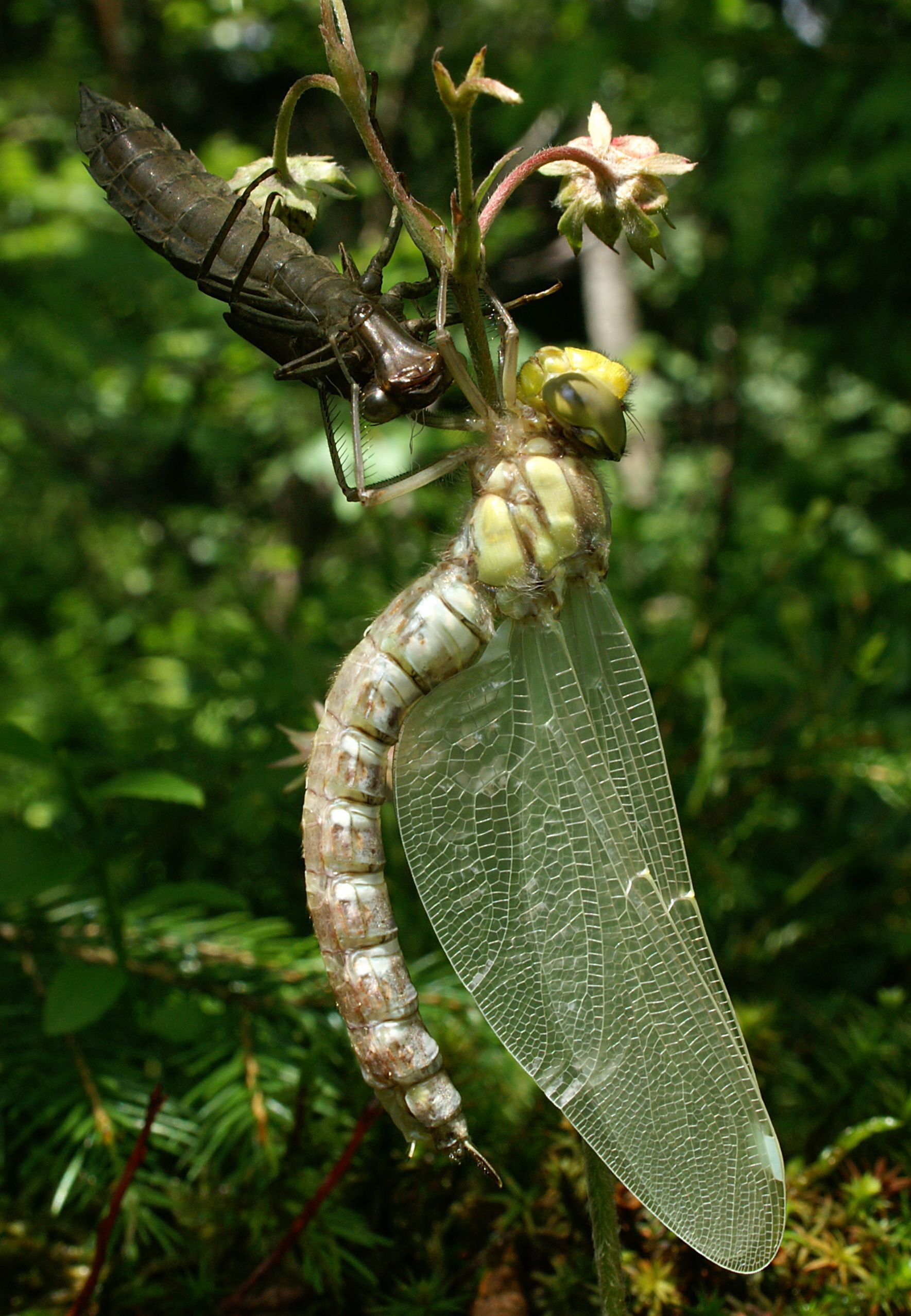
Quá trình lột xác cuối cùng trước khi trở thành chuồn chuồn hoàn chỉnh
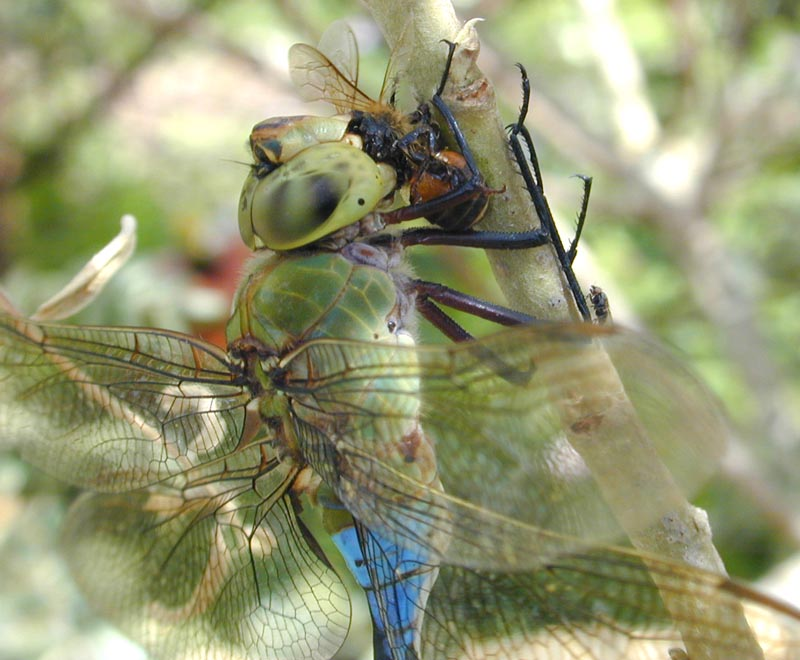
Đang ăn một con ong
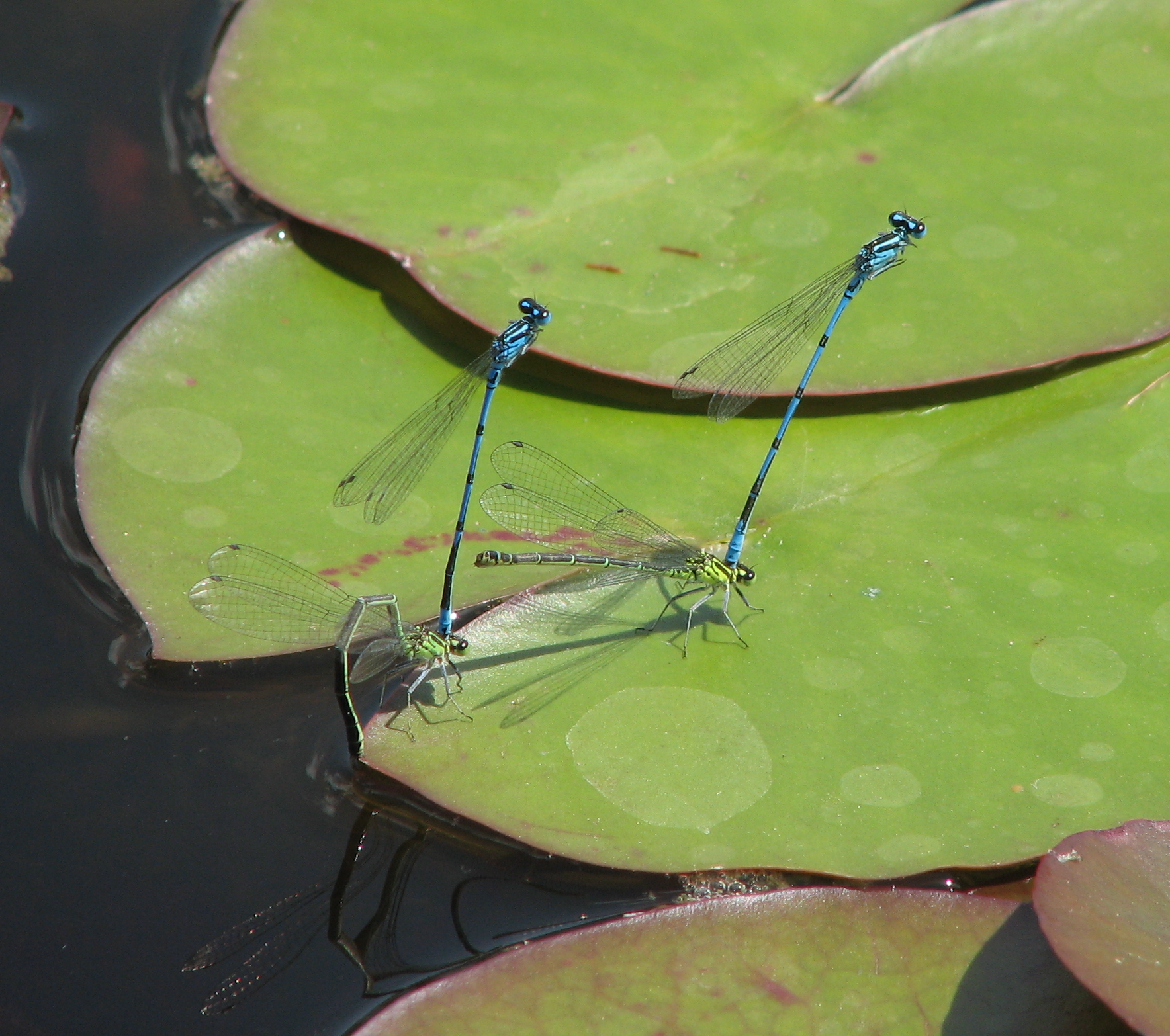
Hai cặp chuồn chuồn đang giao phối
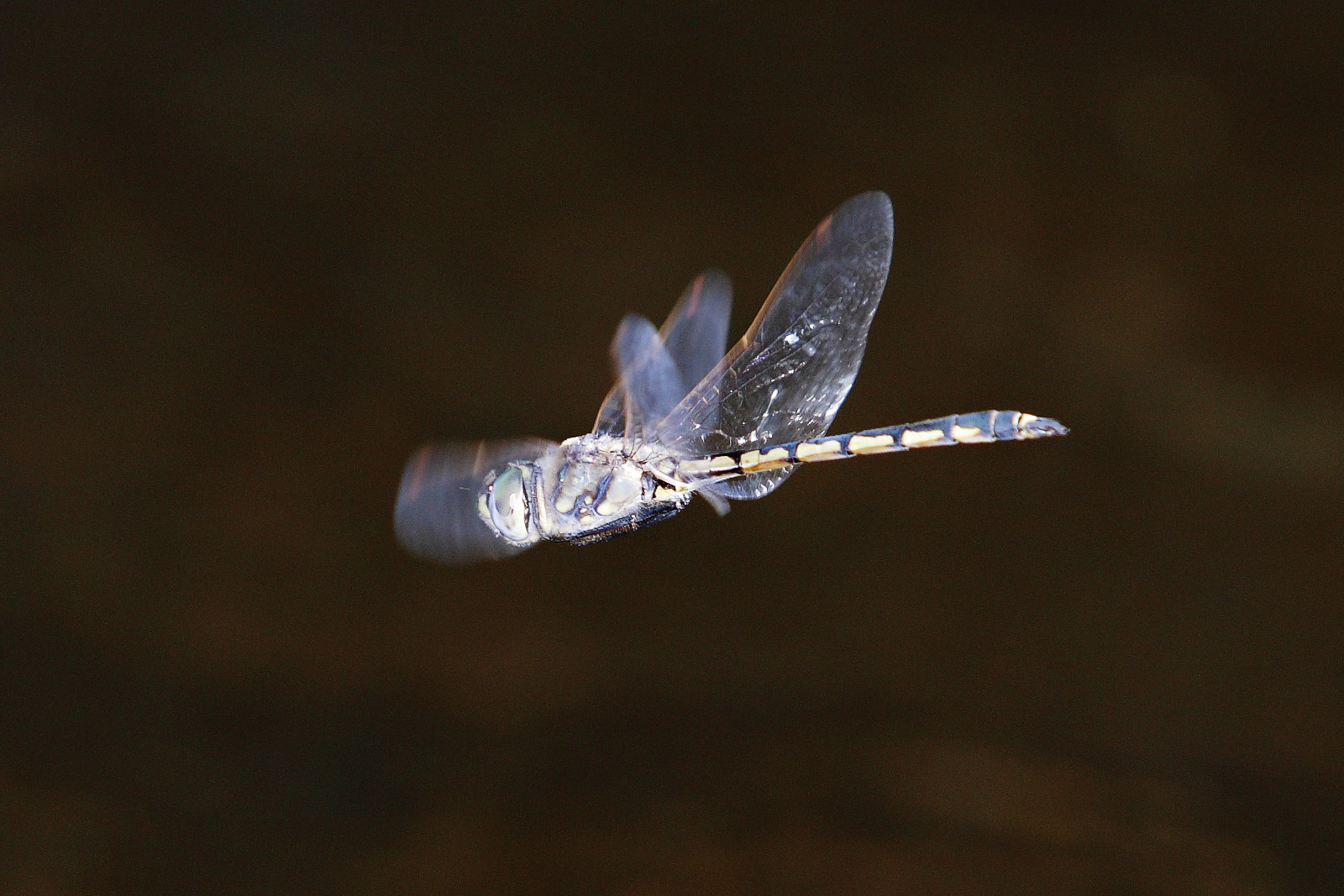
Chuồn chuồn đang bay
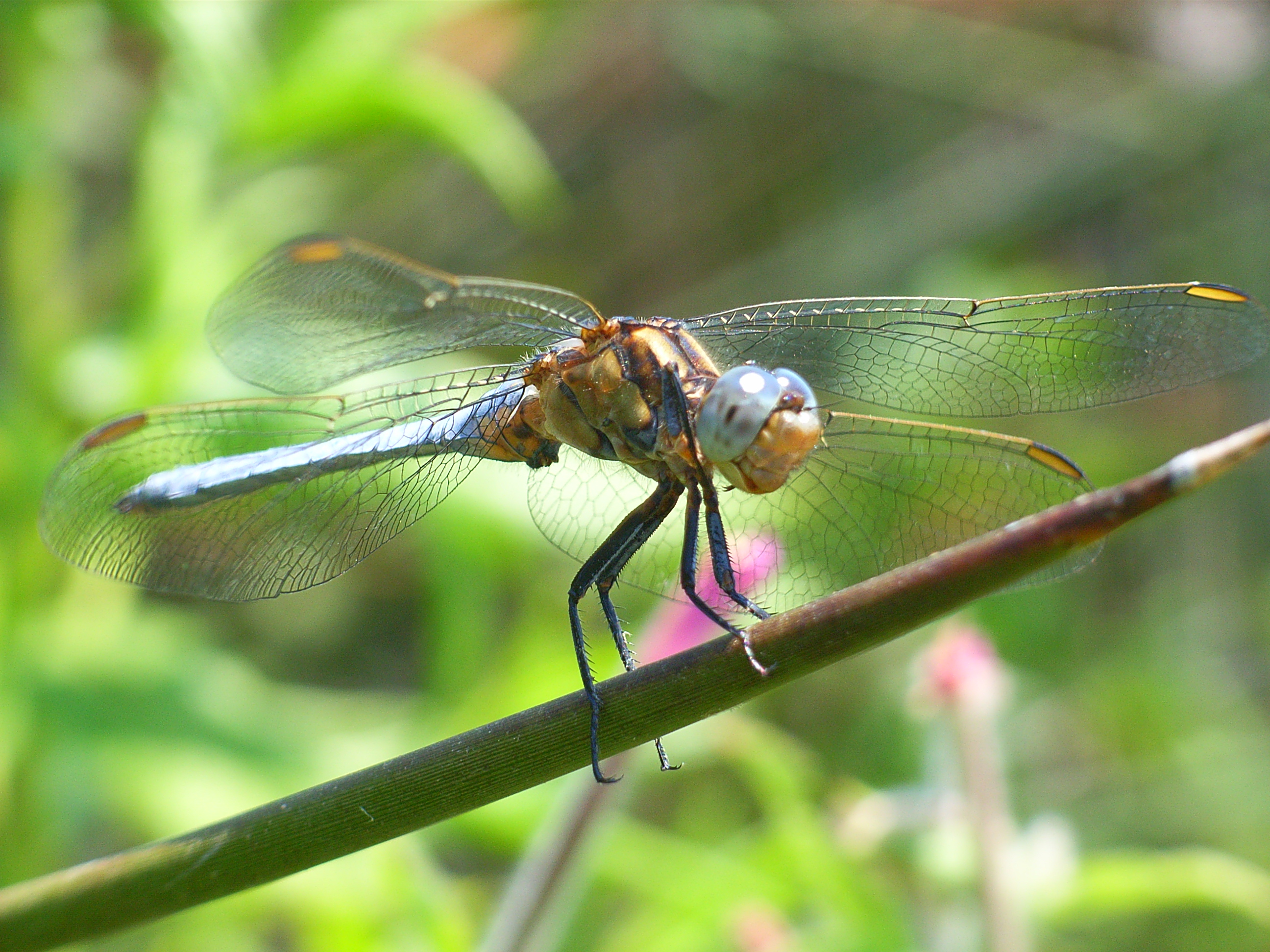
Một tư thế đậu
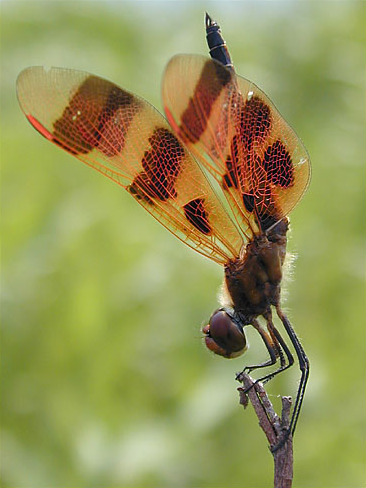
Tư thế đậu cắm thẳng đứng lúc trời nắng gắt

Toàn bộ quá trình lớn lên của chuồn chuồn từ dạng ấu trùng

### Hình ảnh
- Hình ảnh các loài chuồn chuồn Lưu trữ ngày 2 tháng 5 năm 2017 tại Wayback Machine